# 統一碼頭

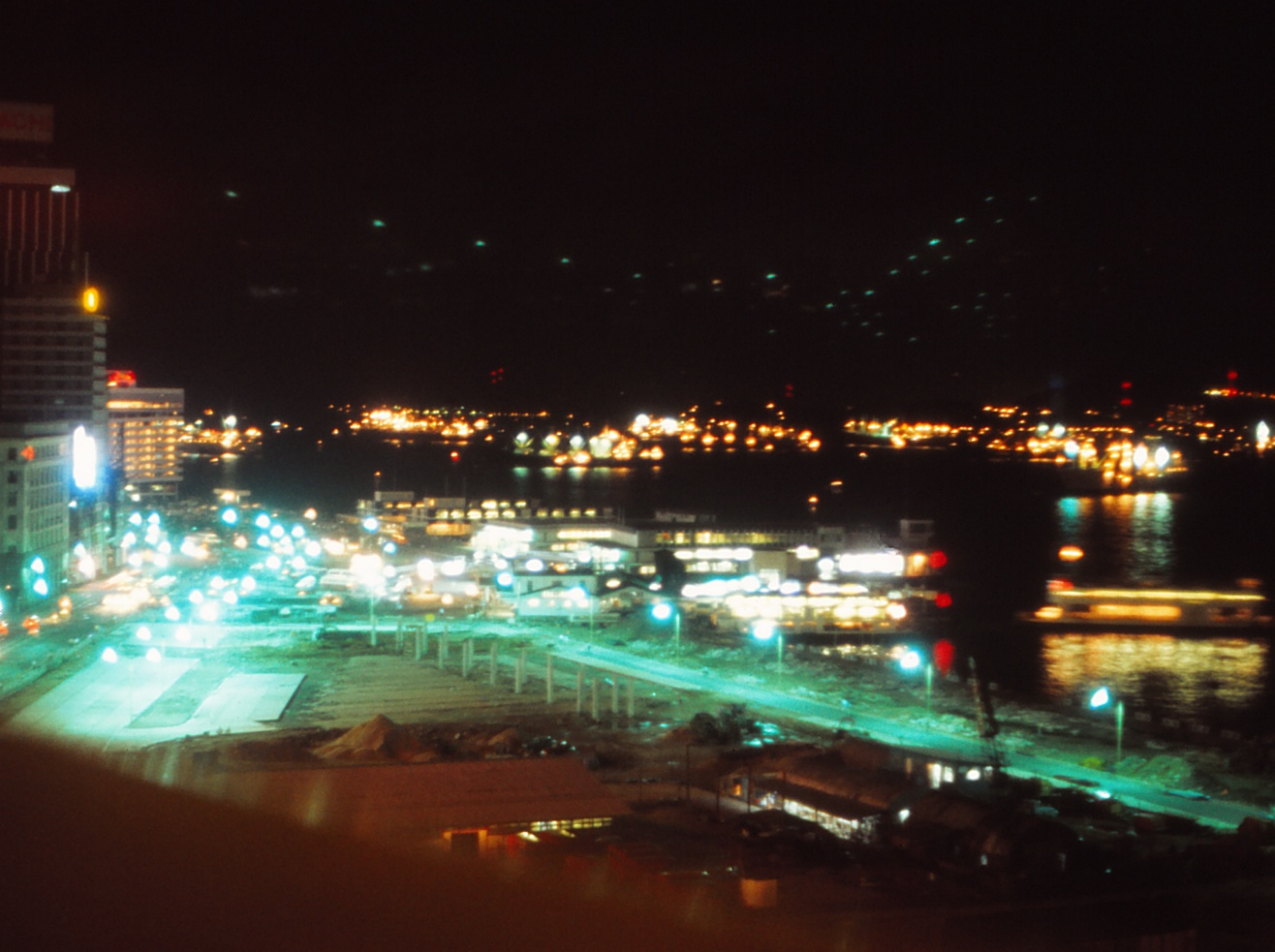
1971年晚間的統一碼頭和鄰近的中上環碼頭

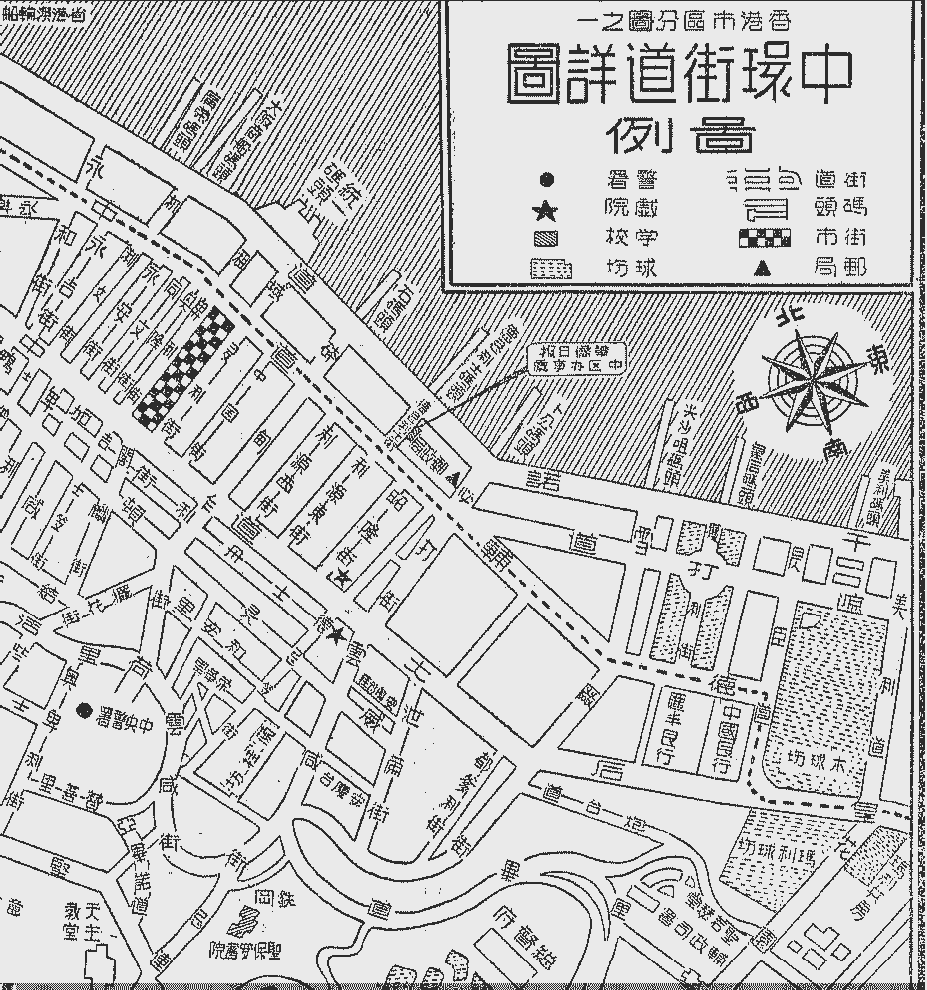
1952年的中環地圖顯示統一碼頭的位置

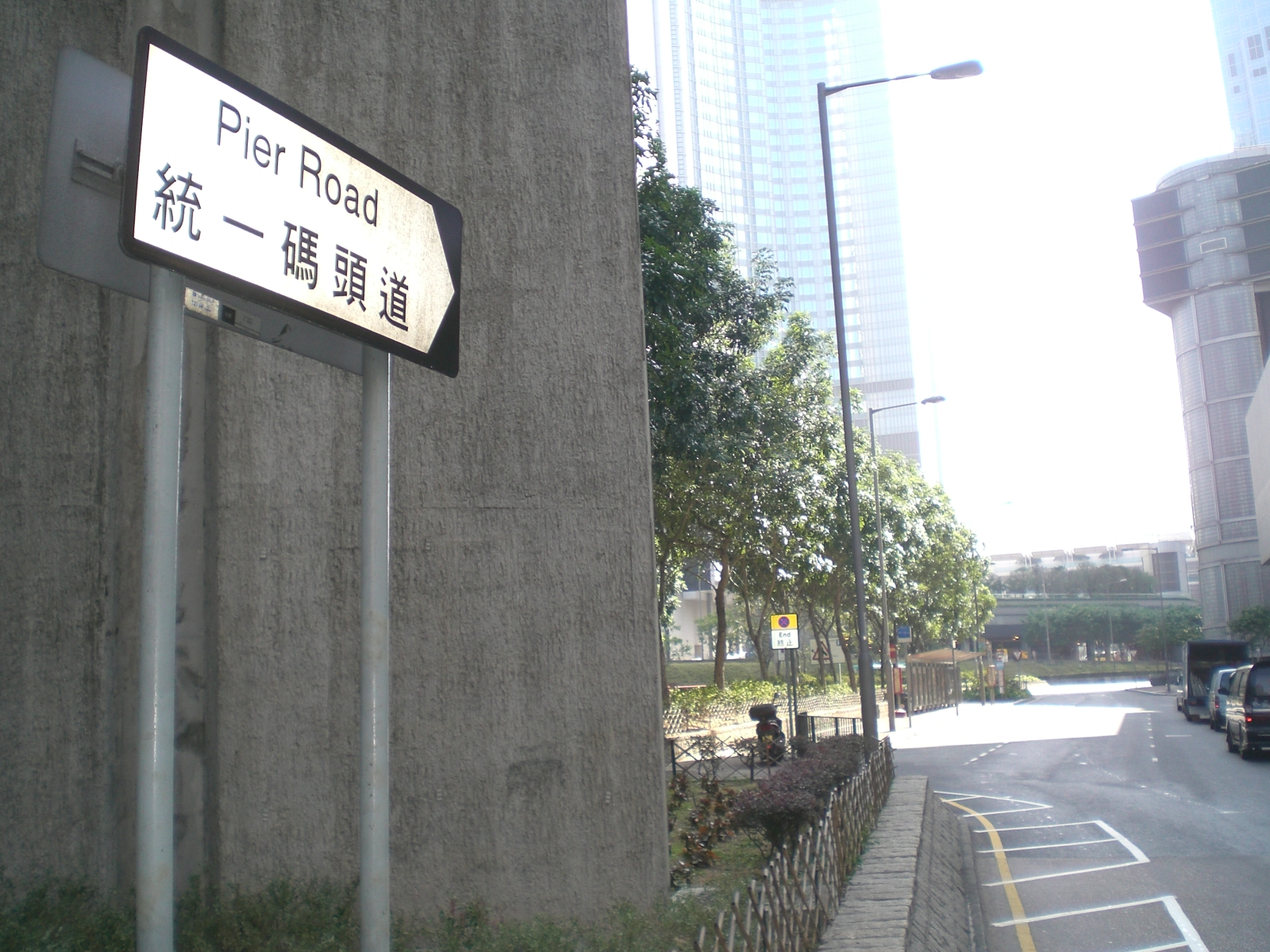
統一碼頭舊址現已面目全非

統一碼頭是一座位於香港中環港景街及統一碼頭道附近，已經拆卸的碼頭，原址約在今機場快綫香港站國際金融中心一期。統一碼頭現在被中環碼頭取代。

## 歷史
統一碼頭於1933年啟用，當時位於租卑利街一帶。油麻地小輪於同年3月6日起，配合九龍佐敦道碼頭啟用，提供來往兩個碼頭的客運及汽車渡輪服務。
在當時的附近，還有港澳輪船碼頭、皇家碼頭和瓊山碼頭等。
因為1990年代的中環及灣仔填海工程，該碼頭於1995年5月停用及拆卸，隨即進行填海，新填的土地建成機場鐵路香港站和香港四季酒店，原有的航線則遷往新填海區的中環碼頭。

## 以往航線
- 統一碼頭至佐敦道碼頭
- 統一碼頭至大角咀碼頭
- 統一碼頭至深水埗碼頭
- 統一碼頭至荃灣碼頭
- 統一碼頭經青衣碼頭至荃灣碼頭
- 統一碼頭至屯門碼頭
- 統一碼頭至榕樹灣碼頭（南丫島）
- 統一碼頭至索罟灣碼頭（南丫島）
- 統一碼頭至坪洲碼頭
- 統一碼頭至梅窩碼頭
- 統一碼頭至長洲碼頭
- 統一碼頭經馬灣、屯門、沙螺灣至大澳碼頭（只限於星期六、日及公眾假期開行）